# Jean-Claude Bras
Jean-Claude Bras (* 15. listopadu 1945 Paříž) je bývalý francouzský fotbalista, útočník. Po skončení aktivní kariéry byl 23 let prezidentem Red Star FC.

## Fotbalová kariéra
Hrál za Red Star FC, Valenciennes FC, RFC de Liège, Paris Saint-Germain FC a Paris FC, ve francouzské Ligue 1 nastoupil ve 190 utkáních a dal 44 gólů. Za reprezentaci Francie nastoupil v letech 1969-1970 v 6 utkáních a dal 2 góly.

## Ligová bilance
| Ročník                     | Zápasy | Góly | Klub                   |
| -------------------------- | ------ | ---- | ---------------------- |
| Ligue 1 1965/1966          | 22     | 4    | Red Star FC            |
| Ligue 1 1966/1967          | 23     | 1    | Valenciennes FC        |
| Ligue 1 1967/1968          | 38     | 12   | Valenciennes FC        |
| Ligue 1 1968/1969          | 31     | 8    | Valenciennes FC        |
| 1. belgická liga 1969/1970 | 25     | 8    | RFC de Liège           |
| Ligue 2 1970/1971          | 27     | 7    | Paris Saint-Germain FC |
| Ligue 2 1971/1972          | 28     | 12   | Paris Saint-Germain FC |
| Ligue 1 1972/1973          | 21     | 4    | Paris FC               |
| Ligue 2 1973/1974          | 23     | 11   | Red Star FC            |
| Ligue 1 1974/1975          | 28     | 3    | Red Star FC            |
| Ligue 2 1975/1976          | 27     | 4    | Red Star FC            |
| Ligue 2 1976/1977          | 30     | 0    | Red Star FC            |
| Ligue 2 1977/1978          | 19     | 0    | Red Star FC            |
| CELKEM Ligue 1             | 190    | 44   |                        |